# UTC+04:30

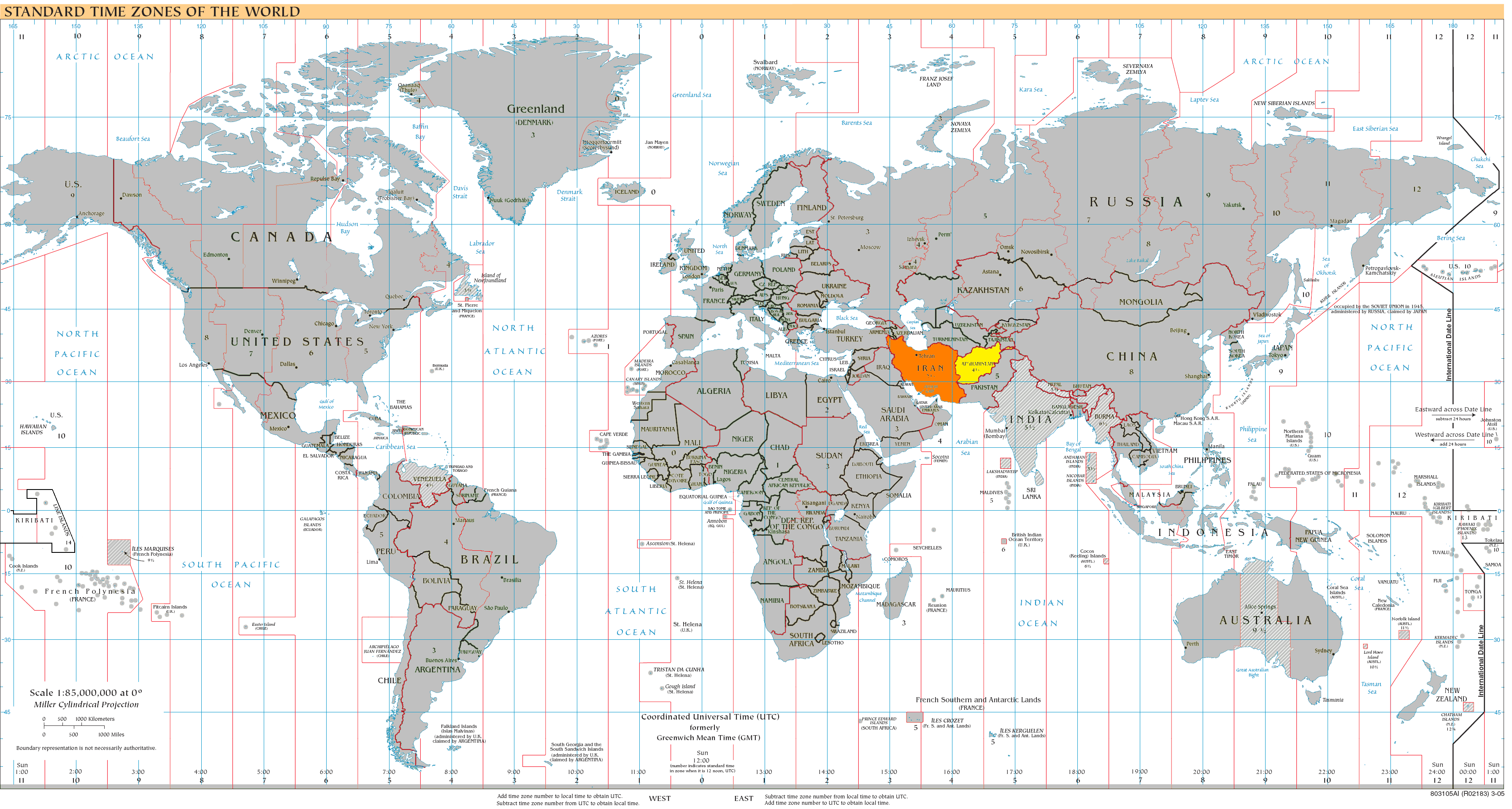
Az UTC+4-hez tartozó területek:

Az UTC+04:30 egy időeltolódás, amely négy és fél órával van előrébb az egyezményes koordinált világidőtől (UTC).

## Alap időzónaként használó területek (egész évben)

### Ázsia
- Afganisztán

## Időzónák ebben az időeltolódásban
| Időzóna neve angolul | Időzóna neve magyarul | Időzóna rövidítése |
| -------------------- | --------------------- | ------------------ |
| Afghanistan Time     | Afganisztáni idő      | AFT                |

## Fordítás
Ez a szócikk részben vagy egészben  az   UTC+04:30 című angol Wikipédia-szócikk ezen változatának fordításán alapul.  Az eredeti cikk szerkesztőit annak laptörténete sorolja fel. Ez a jelzés csupán a megfogalmazás eredetét és a szerzői jogokat jelzi, nem szolgál a cikkben szereplő információk forrásmegjelöléseként.

## Kapcsolódó szócikk
- UTC+03:30